# Iodometria
A iodometria é o método indireto de titulações de iodo. Consiste na titulação do iodo gerado em uma reação.
A iodometria se fundamenta na reação reversível de oxi-redução representada por:
I2 + 2e->  2I–
O iodo livre é capaz de retirar elétrons de alguns redutores, caracterizando-se, assim, como um oxidante, e, já que os íons iodeto têm a capacidade de doar elétrons para os oxidantes, ou seja, são redutores. Nesta atividade prática foi utilizado o método indireto da iodometria que consiste na dosagem de espécies oxidantes pela adição de um excesso de iodeto (I-). O iodeto é oxidado a iodo e posteriormente este é titulado com uma solução padrão de tiossulfato de sódio (Na2S2O3). O indicador usado na iodometria é uma suspensão de amido que em presença de iodo adquire uma coloração azul intensa. Na realidade esta cor é devida à adsorção de íons triiodeto (I3-) pelas macromoléculas do amido. É necessário que haja o ajuste de pH na iodometria (método indireto) porque o tiossulfato (S2O32-) pode ser oxidado a sulfato (SO4)2- em meio com alcalinidade elevada.